# 렉서스 CT
렉서스 CT(Lexus CT)는 토요타의 고급 브랜드인 렉서스의 하이브리드 전용 해치백이다. 차명인 CT는 'Creative Touring Vehicle'의 머릿글에서 따온 것이다.

## 1세대

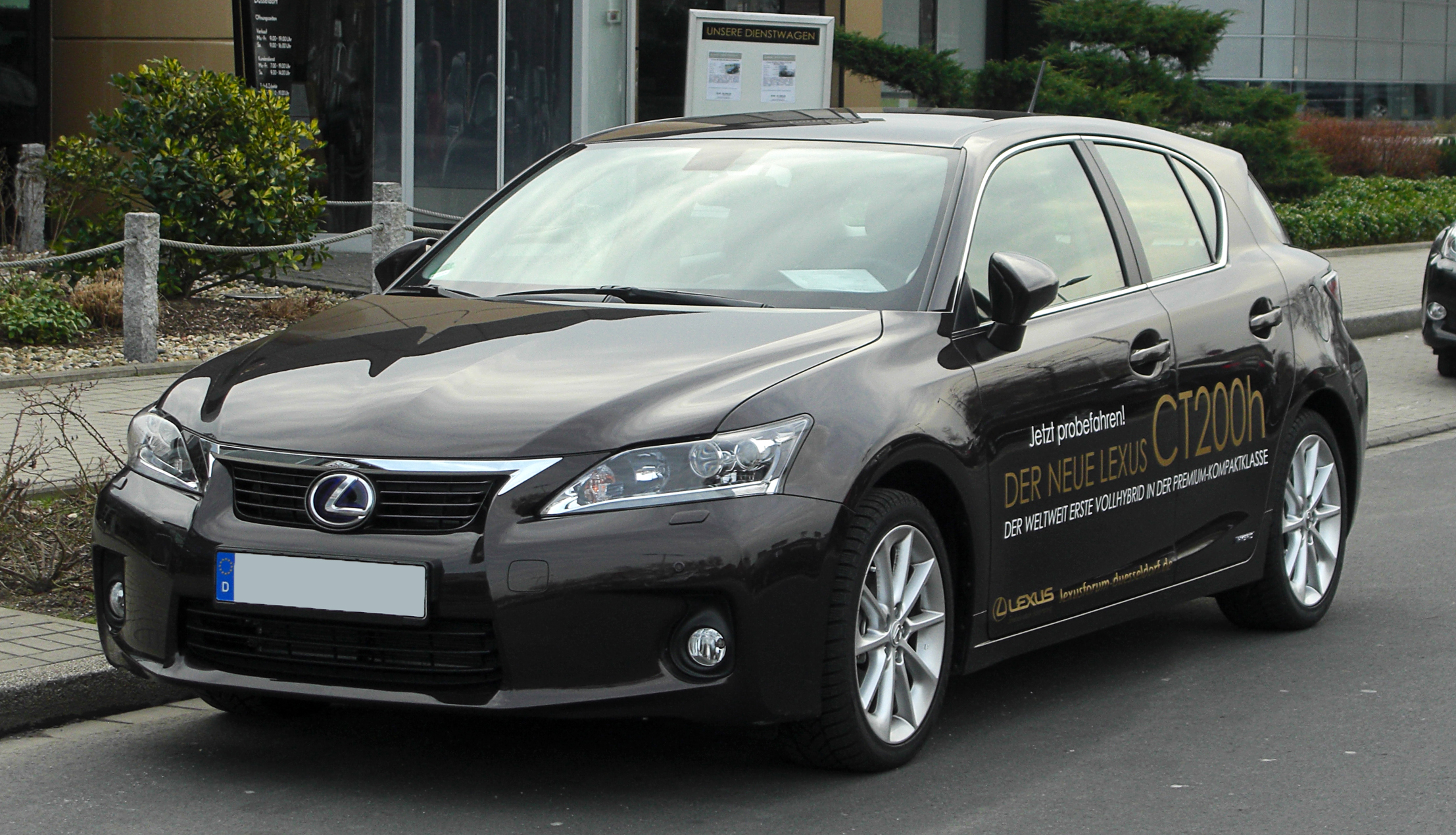
렉서스 CT(전기형) 정측면

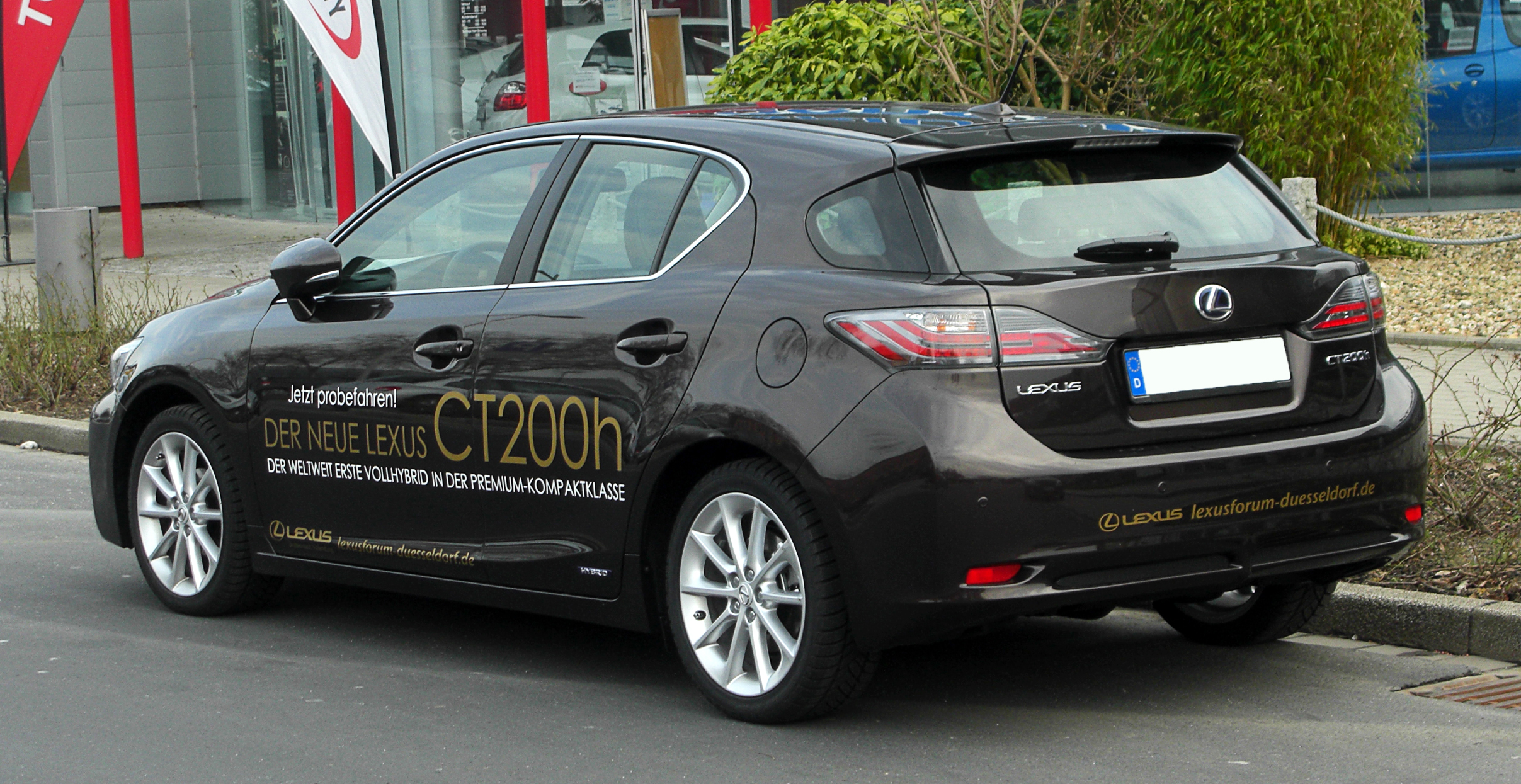
렉서스 CT(전기형) 후측면

2010년 3월에 열린 제네바 모터쇼에서 처음 공개된 렉서스 최초의 C 세그먼트 차종으로, 2009년에 발표된 컨셉트 카 LF-Ch의 양산형이다. 렉서스의 디자인 철학인 L-피네스를 반영해 역 사다리꼴의 라디에이터 그릴이 적용됐고, 2013년에 페이스리프트를 거쳐 그 존재감을 강화한 렉서스의 새로운 패밀리 룩인 스핀들 그릴로 진화했다. 1,800cc 가솔린 엔진에 전기 모터를 결합한 하이브리드 사양인 CT200h 단일 라인업만 있다.
모델 체인지 없이 부분변경만 해 오다가 2020년과 2021년 사이에 대한민국, 미국, 유럽 시장에서 판매가 중단되어 현재는 일본 외에 중국을 포함한 동남아시아 일부 국가에서만 판매하고 있다.

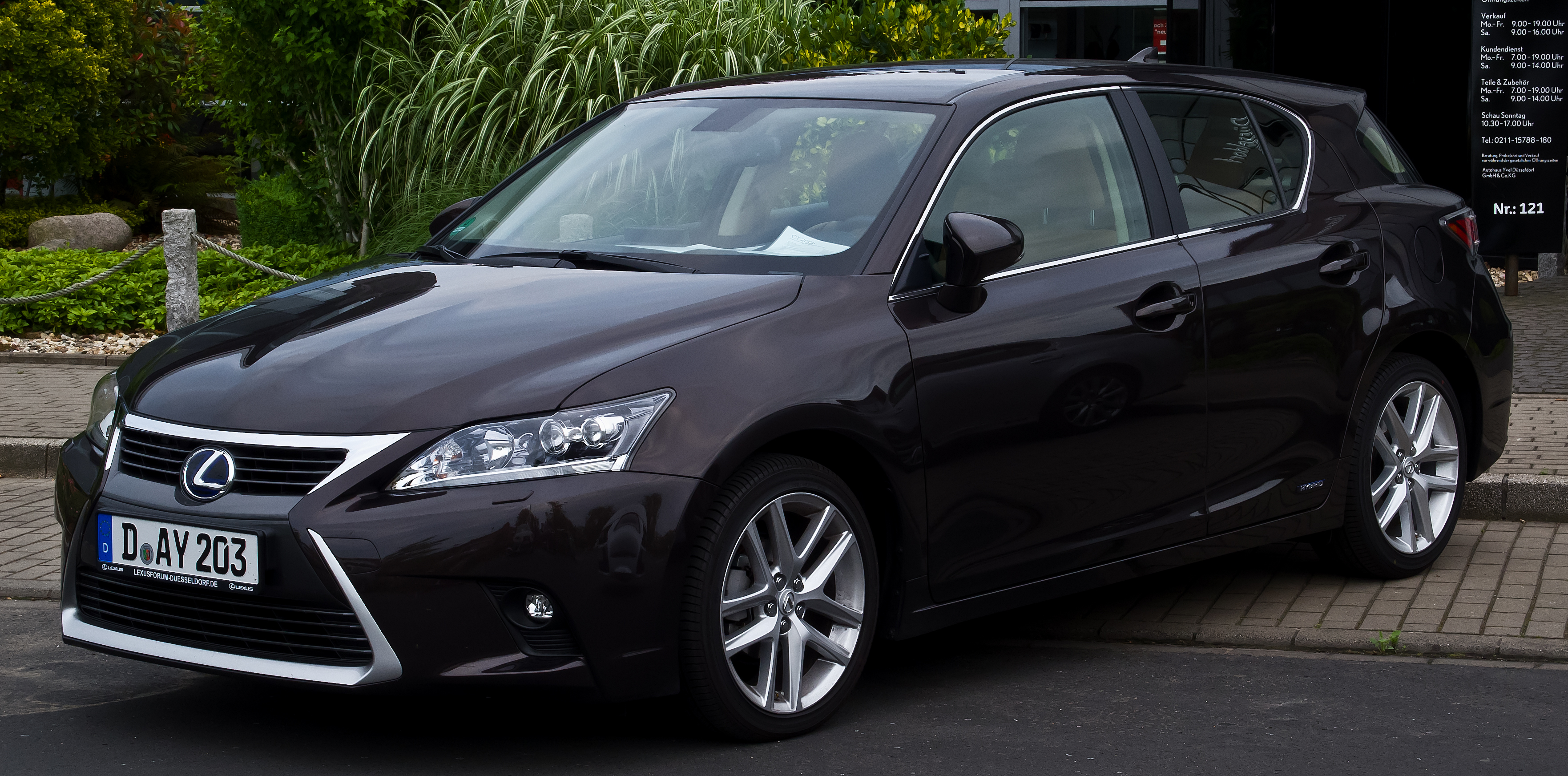
렉서스 CT(후기형) 정측면
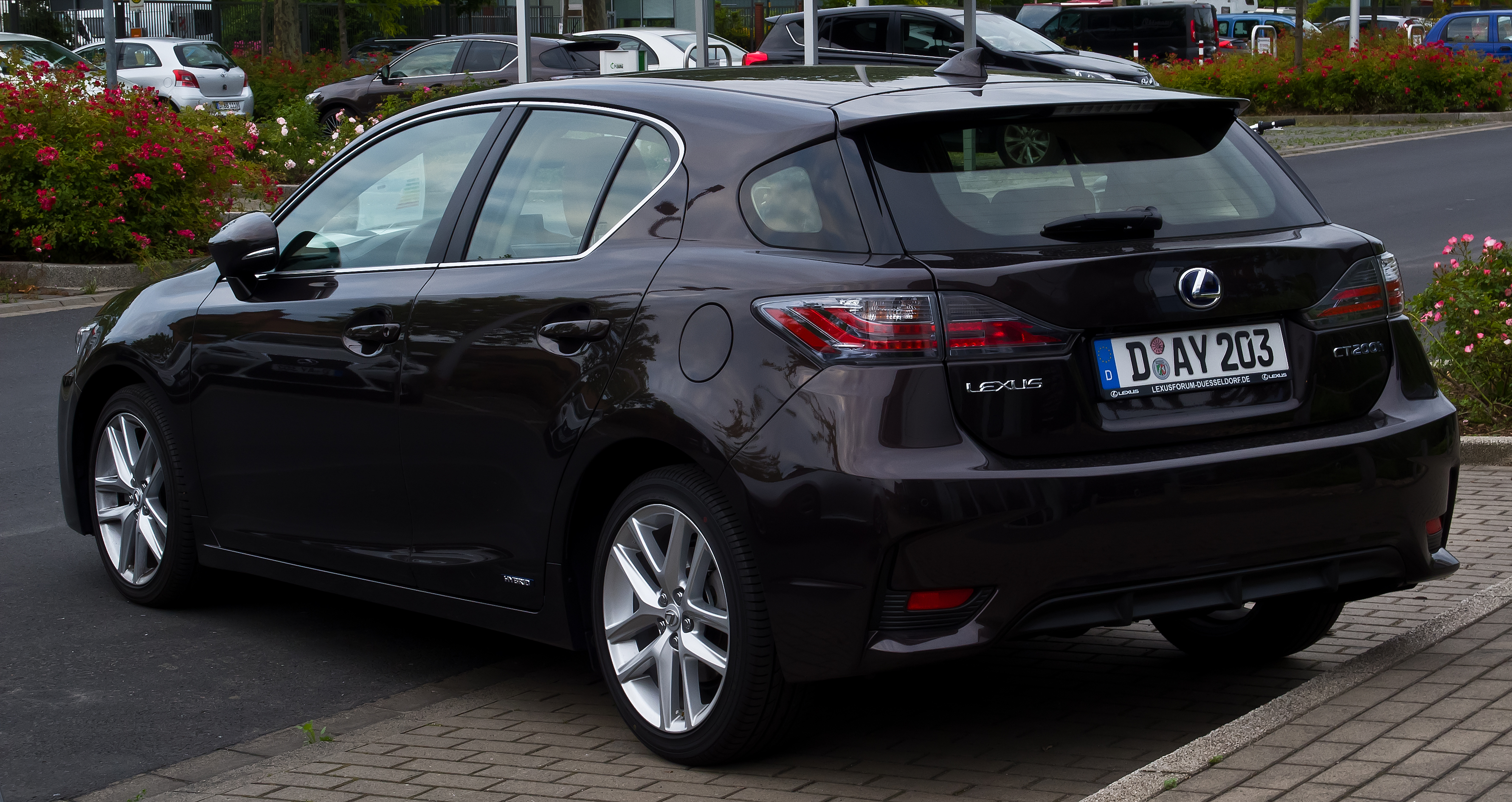
렉서스 CT(후기형) 후측면